# De Club van Sinterklaas
De Club van Sinterklaas is vanaf 1999 een Nederlandse serie en is sinds 2012 ook een filmserie voor jeugd. Elk seizoen wordt afgesloten met een theatraal popconcert met optredens weggelegd voor de vaste personages maar ook andere bekende artiesten. Het programma gebaseerd op de mythes van Zwarte Piet (sinds 2017 Roetveegpiet) en Sinterklaas.

## Geschiedenis
De basis voor het programma werd gelegd tijdens de productie van het kinderprogramma Telekids, waar Daphny Muriloff, Armando de Boer en Frans-Jan Punt aan meewerkten. In 1995 werd daarvoor onder leiding van De Boer en Sascha van der Voort en met de voltallige Telekids-crew de televisiefilm Pepernoten voor Sinterklaas geproduceerd. In 1997 produceerde men onder leiding van Punt Pittige Pepernoten, een dagelijkse serie van 5 minuten met avonturen rondom personages Wegwijspiet en Chefpiet, dat als een voorloper van De Club van Sinterklaas kan worden beschouwd.
Jaarlijks werd de serie tussen eind oktober en begin december uitgezonden. Nieuwe afleveringen waren voor het eerst te zien bij opeenvolgend Fox Kids (1999, 2001-2004), Jetix (2005-2008) en RTL 4 (2009). Deze reeksen werden later herhaald op RTL 8 als onderdeel van RTL Telekids. Elk seizoen werd afgesloten met een popconcert voor kinderen, genaamd Het Feest van Sinterklaas. Sinds 2009 heeft de Club een eigen theatershow: Het Club van Sinterklaas Feest. Datzelfde jaar nog vond Het Feest van Sinterklaas voor de laatste keer plaats, ditmaal zonder de Club van Sinterklaas. In 2009 was het laatste televisieseizoen voor de tv-serie, maar in 2012 was de eerste bioscoopfilm te zien in de zalen. Sindsdien wordt er elk jaar een bioscoopfilm van de Club van Sinterklaas vertoond rond Sinterklaastijd als opvolger van de serie. Omdat de reeks en ook de films aan een tijdsgebonden onderwerp zijn verbonden wordt De Club van Sinterklaas alleen vertoond in de maanden oktober, november en december. Als opvolger van De Club van Sinterklaas wordt sinds 2016 bij RTL Telekids de serie Sint en Co uitgezonden. Vanaf 2021 is de serie terug met nieuwe afleveringen op streamingdienst Videoland. Ook deze online-serie verschijnt alleen in oktober, november en december.

### TV Seizoenen
| Seizoen   | Seizoenstitel                                         | Afl. | Hoofdrollen                                                                                                   | Extra                                                                        |
| --------- | ----------------------------------------------------- | ---- | --- | ---------------------------------------------------------------------------- |
| 1 (1999)  | De Club van Sinterklaas                               | 20   | Wegwijspiet, Chefpiet, Hoofdpiet, Tante Soesa, Rosita en Muziekpiet                                           | Het Feest van Sinterklaas / Chocolade-CD                                     |
| 2 (2001)  | De Nieuwe Club van Sinterklaas                        | 20   | Hoge Hoogte Piet, Weerpiet, Testpiet, Wegwijspiet, Chefpiet en Muziekpiet                                     | Het Feest van Sinterklaas / SNN-TV                                           |
| 3 (2002)  | De Club van Sinterklaas & De Verdwijning van Wagen 27 | 20   | Surprisepiet, Testpiet, Gulle Piet, Radarpiet, Coole Piet en Meneer de Directeur                              | Het Feest van Sinterklaas                                                    |
| 4 (2003)  | De Club van Sinterklaas & Het Blafpoeder              | 20   | Profpiet, Proefpiet, Wegwijspiet, Testpiet, Coole Piet en Jacob                                               | Het Feest van Sinterklaas / Het Verhaal van Sinterklaas                      |
| 5 (2004)  | De Club van Sinterklaas & De Brieven van Jacob        | 25   | Surprisepiet, Gulle Piet, Testpiet, Muziekpiet, Coole Piet, Meneer de Directeur, Jacob en Rechercheur Kledder | Het Feest van Sinterklaas                                                    |
| 6 (2005)  | De Club van Sinterklaas & De Streken van Tante Toets  | 25   | Toets van Truffelen, Profpiet, Wegwijspiet, Hoge Hoogte Piet, Testpiet, Coole Piet en Jacob                   | Het Feest van Sinterklaas / De Generale 1                                    |
| 7 (2006)  | De Club van Sinterklaas: Paniek in de Confettifabriek | 27   | Testpiet, Hoge Hoogte Piet, Kleurpiet, Coole Piet, Map, Mo en Stans H. Snipper                                | Het Feest van Sinterklaas / Sinterklaas & Pakjesboot 13                      |
| 8 (2007)  | De Club van Sinterklaas & De Speelgoeddief            | 29   | Testpiet, Hoge Hoogte Piet, Profpiet, Muziekpiet, Coole Piet, Hokuspokuspiet, Felix en Butler Hector          | Het Feest van Sinterklaas / De Generale 2 / Het Club van Sinterklaas Concert |
| 9 (2008)  | De Club van Sinterklaas: De Grote Onbekende           | 25   | Testpiet, Hoge Hoogte Piet, Hulppiet, Hokuspokuspiet, Profpiet, Muziekpiet, PJ en Danspiet en Professor Kluts | Het Feest van Sinterklaas / Pieten Nieuws                                    |
| 10 (2009) | De Club van Sinterklaas & De Jacht Op het Kasteel     | 25   | Coole Piet Diego, Muziekpiet, Hoge Hoogte Piet, Testpiet, Profpiet, Hokuspokuspiet, Sjef en Vrekking          | Het Club van Sinterklaas Feest                                               |

### Online Seizoenen
| Seizoen  | Seizoenstitel                                 | Afl. | Hoofdrollen |
| -------- | --------------------------------------------- | ---- | --- |
| 1 (2021) | De Club van Sinterklaas: Pietendiploma        | 8    | Sinterklaas, Testpiet, Coolepiet, Danspiet, Kadopiet 1&2, Profpiet, Muziekpiet, Superpiet, Bakpiet en Kluspiet |
| 2 (2022) | De Club van Sinterklaas: Geheimen van de Sint | 6    | Sinterklaas, Testpiet, Coolepiet, Danspiet, Kadopiet 1&2, Profpiet, Muziekpiet, Superpiet en Kluspiet          |
| 3 (2024) | De Club van Sinterklaas & De Wensfabriek      | 6    | Sinterklaas, Testpiet, Coolepiet, Danspiet, Kadopiet 1&2, Profpiet, Muziekpiet, Superpiet en Bakpiet           |

### Bioscoopfilms
| Jaar | Titel                                                       | Hoofdrollen | Extra |
| ---- | ----------------------------------------------------------- | --- | --- |
| 2012 | De Club van Sinterklaas & Het Geheim van de Speelgoeddokter | Testpiet, Hoge Hoogte Piet, Muziekpiet, Profpiet, Kluspiet, Keukenpiet, Coole Piet/Talentpiet en Fritz                          | De Club van Sinterklaas Feest Toer / De Club van Sinterklaas: De Grote Onbekende (HH) / Pieten Nieuws Live                                                           |
| 2013 | De Club van Sinterklaas & De Pietenschool                   | Testpiet, Hoge Hoogte Piet, Muziekpiet, Profpiet, Danspiet, Keukenpiet, Coole Piet en Simon                                     | De Club van Sinterklaas Feest Toer / De Club van Sinterklaas & De Jacht Op het Kasteel (HH - Nabewerking, nieuwe tune) / Dansschool / Post Voor Sint                 |
| 2014 | De Club van Sinterklaas & Het Pratende Paard                | Testpiet, Hoge Hoogte Piet, Muziekpiet, Profpiet, Danspiet, Keukenpiet, Coole Piet en Amerigo                                   | De Club van Sinterklaas Feest Toer / De Club van Sinterklaas & Paniek in de Confettifabriek (HH - Nabewerking, nieuwe tune) / Dansschool / Post Voor Sint            |
| 2015 | De Club van Sinterklaas & De Verdwenen Schoentjes           | Testpiet, Hoge Hoogte Piet, Muziekpiet, Profpiet, Danspiet, Keukenpiet, Coole Piet en Amerigo                                   | De club van Sinterklaas en de Speelgoeddief (HH - Nabewerking, nieuwe tune)                                                                                          |
| 2016 | De Club van Sinterklaas & Geblaf op de Pakjesboot           | Testpiet, Hoge Hoogte Piet, Muziekpiet, Profpiet, Danspiet, Keukenpiet en Coole Piet                                            | De Club van Sinterklaas Live RTL stopt met uitzenden van de serie. In plaats daarvan zijn er afleveringen van oude series te zien op het YouTube-kanaal van De Club. |
| 2017 | Sinterklaas & Het Gouden Hoefijzer                          | Testpiet, Danspiet en Coole Piet                                                                                                | De Club van Sinterklaas Live |
| 2018 | Sinterklaas & de Vlucht door de lucht                       | Testpiet, Coole Piet, Muziekpiet, Hoge Hoogte Piet, Profpiet, Keukenpiet, Danspiet en Junior                                    | Het Club van Sinterklaas Feest |
| 2019 | Waar is het Grote Boek van Sinterklaas?                     | Testpiet, Coole Piet, Muziekpiet, Superpiet, Profpiet, Rommelpiet, Danspiet en Junior                                           | Pieten Tube De Wereld van Sint Theatershow: Lang zullen ze leven! |
| 2020 | De Club van Sinterklaas & Het Grote Pietenfeest             | Testpiet, Coole Piet, Muziekpiet, Superpiet, Profpiet, Danspiet, Hoge Hoogte Piet, Bakpiet, Sportpiet, Kadopiet 1 en Kadopiet 2 | De Wereld van Sint Pieten Tube |
| 2021 | De Club van Sinterklaas & Het Vergeten Pietje               | Testpiet, Coole Piet, Piet Fernando, Danspiet, Superpiet, Bakpiet en Kadopiet 1 en Kadopiet 2                                   | Pieten Tube Theatershow: Feest in het Kasteel |
| 2022 | De Club van Sinterklaas & De Race tegen de Klok             | Testpiet, Coole Piet, Piet Fernando, Danspiet, Superpiet, Bakpiet en Kadopiet 1 en Kadopiet 2.                                  | Pieten Tube Theatershow: Herrie in de Stal |
| 2023 | De Club van Sinterklaas Film, De Gestrande Stoomboot        | Testpiet, Coole Piet, Piet Fernando, Danspiet, Superpiet, Bakpiet en Kadopiet 1 en Kadopiet 2                                   | Pieten Tube Theatershow: Dak vol Verrassingen |
| 2024 | De Club van Sinterklaas Film, Het Grote Sneeuwavontuur      | Testpiet, Coole Piet, Piet Fernando, Danspiet, Superpiet, Bakpiet en Kadopiet 1 en Kadopiet 2                                   | Pieten Tube Theatershow: Een Magische Winterwens |

## Seizoenen

### De Club van Sinterklaas
Seizoen 1 bestond uit 25 afleveringen, die werden uitgezonden tussen november en december 1999 bij Fox Kids. Het hele seizoen werd herhaald op 4 en 5 december, in een Pokémon/Club-van-Sinterklaasweekend. In 2000 werd dit gehele seizoen nog eens herhaald. Dit is de enige serie die nooit op video of dvd is uitgebracht.

### De Nieuwe Club van Sinterklaas
Seizoen 2 bestond uit 20 afleveringen, die werden uitgezonden tussen 5 en 30 november 2001 bij Fox Kids. Het volledige seizoen werd herhaald op 1 en 2 december. Simultaan uitgezonden op Kindernet 5 is het dagelijkse SNN-TV: Sint Nieuws Netwerk, een parodie op nieuwszender CNN: Cable News Network. Met Wegwijspiet, Stafpiet, Computerpiet, Schemapiet en Pietje van Alles. Uitgebracht werd de cd Fox Kids Sint Hits 2001.
Nieuwe Pieten komen bij de Club. Twee hiervan, Hoge Hoogte Piet en Weerpiet, missen de boot. Zonder geld en zonder vervoer proberen ze hun weg naar Nederland te vinden. Onderweg ontmoeten ze nog een Piet, Testpiet, die hetzelfde probleem heeft als zij. Tezamen gaan ze op een lange tocht naar Nederland. Wegwijspiet komt erachter dat er drie Pieten niet aan boord zijn. Samen met Chefpiet gaat hij op onderzoek uit.
Hoofdrollen: Tim de Zwart (Hoge Hoogte Piet), Jan van Eijndthoven (Weerpiet), Beryl van Praag (Testpiet), Michiel Kerbosch (Wegwijspiet), Don van Dijke (Chefpiet), Bram Legerstee (Bovenpiet), Joost Kartman (Spaarpiet), Jacco Geel (Kombuispiet), Wim Schluter (Muziekpiet), Harold Verwoert (Coole Piet), Tim Kerbosch (Pietje van Alles) en Bram van der Vlugt (Sinterklaas)

### De Club van Sinterklaas & De Verdwijning van Wagen 27
Seizoen 3 bestond uit 25 afleveringen, die werden uitgezonden tussen 1 november en 3 december 2002 bij Fox Kids. Het volledige seizoen werd herhaald op 4 en 5 december. Uitgebracht werd de cd Fox Kids Sint Hits 2002.
Testpiet loopt achter op schema bij het testen van het speelgoed. Ze vraagt aan Surprisepiet, een nieuwe Piet, of ze met hem kan meerijden om het laatste beetje speelgoed onderweg te testen. Hij vindt het meer dan goed, en na een klein belletje met Hoofdpiet zijn ze gereed om te gaan. Onderweg naar Nederland wordt hun wagen echter gekaapt door de schurk Meneer de Directeur, en hij ontvoert de twee Pieten. Door middel van de ontvoering wil hij Sinterklaas overtuigen om zijn vierkante jeu-de-boulesballen op de markt te brengen.
Hoofdrollen: Finn Poncin (Surprisepiet), Beryl van Praag (Testpiet), Tim de Zwart (Meneer de Directeur), Hajo Bruins (Radarpiet), Michiel Kerbosch (Wegwijspiet), Don van Dijke (Chefpiet), Sharon Wins (Gulle Piet), Wim Schluter (Muziekpiet), Harold Verwoert (Coole Piet), Tim Kerbosch (Pietje van Alles), André Troost (Smulpiet) en Bram van der Vlugt (Sinterklaas)

### De Club van Sinterklaas & Het Blafpoeder
Seizoen 4 bestond uit 20 afleveringen, die werden uitgezonden tussen 3 en 28 november 2003 bij Fox Kids. Het volledige seizoen werd herhaald op 29 en 30 november.
Meneer de Directeur zit nog steeds achter de tralies, en alles lijkt dus goed te gaan. Wat de Pieten echter niet weten is dat hij een zoon heeft, Jacob, die net zo door en door kwaadaardig is als hij. Hij is van plan om de chocoladeketels vol te gooien met een zogenaamd blafpoeder, waarmee hij Sinterklaas wil dwingen zijn vader vrij te laten uit de gevangenis.
Hoofdrollen: Peter de Gelder (Jacob), Piet van der Pas (Profpiet), Wim Rijken (Proefpiet), Michiel Kerbosch (Wegwijspiet), Beryl van Praag (Testpiet), Tim de Zwart (Hoge Hoogte Piet/Meneer de Directeur), Wim Schluter (Muziekpiet), Harold Verwoert (Coole Piet Diego), Sharon Wins (Gulle Piet), (Surprisepiet Jr.), Jeroen van Kuijk (Keukenpiet 1), Leon Pothuizen (Keukenpiet 2), Woedy Jageneau (Poetspiet) en Bram van der Vlugt (Sinterklaas)

### De Club van Sinterklaas & De Brieven van Jacob
Seizoen 5 bestond uit 25 afleveringen, die werden uitgezonden tussen 1 november en 3 december 2004 bij Fox Kids. Het volledige seizoen werd herhaald op 4 en 5 december. Bij supermarktketen Super de Boer werd de cd-single van titelsong De brieven van Jacob gratis weggegeven.
Jacob, die inmiddels bij zijn vader in de gevangenis zit, heeft een 'omkeeraroma' ontwikkeld. Ieder die in aanraking met dit goedje komt doet alles omgekeerd. Hij doet het goedje op een brief en stuurt die naar het kasteel. Gulle Piet is degene die de brief ontvangt en verandert dan ook meteen in een kwaadaardige Piet. Meneer de Directeur geeft haar telefonisch door wat ze moet doen: de intocht van Sinterklaas zo geheimzinnig mogelijk te saboteren. Het wordt alleen nog maar erger wanneer een nieuwe Piet, Hulppiet, door de Pieten wordt aangezien als de saboteur.
Hoofdrollen: Peter de Gelder (Jacob), Tim de Zwart (Hoge Hoogte Piet/Meneer de Directeur), Piet van der Pas (Profpiet), Finn Poncin (Surprisepiet), Beryl van Praag (Testpiet), Sharon Wins (Gulle Piet), Titus Boonstra (Hulppiet), Joep Sertons (Rechercheur Kledder), Michiel Kerbosch (Wegwijspiet), Wim Schluter (Muziekpiet), Harold Verwoert (Coole Piet), Marc Eikelenboom (Tussendoorpiet), Freek Commandeur (Pakjespiet) en Bram van der Vlugt (Sinterklaas)

### De Club van Sinterklaas & De Streken van Tante Toets
Seizoen 6 bestond uit 25 afleveringen, die werden uitgezonden tussen 31 oktober en 2 december 2005 bij Jetix. Er was ook een muziekspecial getiteld De Generale, die werd uitgezonden op 19 november en daarna met regelmaat herhaald, gepresenteerd door Huispiet. Het volledige seizoen werd herhaald op 3 en 4 december. Uitgebracht werden de cd-single van de titelsong De Streken van Tante Toets en de cd-albums Jetix Sint Hits en De Hits van 2005.
Jacob en Meneer de Directeur zijn vorig seizoen onder een immens grote dosis 'omkeeraroma' gekomen, waardoor ze nu door en door goed zijn geworden. Jacob werkt bij Sinterklaas, en Meneer de Directeur is permanent in Spanje gaan wonen en is daar bezig met zijn uitvindingen. Alles lijkt goed te gaan tot Profpiet per ongeluk, zonder het te weten, over het hondje Fifi rijdt. Het baasje van dit diertje, Toets van Truffelen, wordt zo kwaad dat ze naar het kasteel van Sinterklaas gaat. Daar eenmaal aangekomen wordt er onthuld dat Mevrouw van Truffelen de tante van Jacob is. Profpiet raakt helemaal verliefd op haar en wanneer ze zogenaamd haar enkel breekt, is hij bereid alles voor haar te doen. Hier maakt tante Toets dan ook maar al te graag gebruik van en ze probeert van alles om de 'gehele Pietenbende', inclusief Sinterklaas, dwars te zitten. Ook probeert ze Jacob over te halen om met haar mee te gaan en te gaan werken op haar Spaanse camping, "mét stromend water".
Ondertussen is Sinterklaas om een of andere reden erg depressief. Zelfs zo erg dat hij dit jaar helemaal geen zin heeft om naar Nederland te gaan. En om het nog erger te maken begint Wegwijspiet problemen te krijgen met het wijzen van de weg, en krijgt last van geheugenverlies, na gestruikeld te zijn over Fifi.
Hoofdrollen: Maja van den Broecke (Tante Toets van Truffelen), Piet van der Pas (Profpiet), Michiel Kerbosch (Wegwijspiet), Beryl van Praag (Testpiet), Peter de Gelder (Jacob), Tim de Zwart (Hoge Hoogte Piet), Bram van der Vlugt (Sinterklaas), Wim Schluter (Muziekpiet), Harold Verwoert (Coole Piet), Egbert de Jong (dierenarts Spanje), Titus Boonstra (Hulppiet), Don van Dijke (Chefpiet), Armando de Boer (Piet) en Rinus de hond (Fifi)

### De Club van Sinterklaas, Paniek in de Confettifabriek
Seizoen 7 bestond uit 27 afleveringen, die werden uitgezonden tussen 30 oktober en 5 december 2006 bij Jetix. De serie tot dan toe werd herhaald op 2 en 3 december. Daarna ging de serie door met nieuwe afleveringen tot aan 5 december. De serie werd herhaald in 2010. Ook kwam er een DTV-film getiteld Sinterklaas & Pakjesboot 13, uitgezonden op Zappelin, met daarin de originele Clubpieten uit het allereerste seizoen uit 1999. Ook heeft Chefpiet een hoofdrol in deze film. Uitgebracht werd de cd-single van de titelsong Paniek In de Confettifabriek en het cd-album De Hits van 2006. Weggegeven bij supermarktketen Super de Boer werd de compilatie(promo)single De Coole Piet Mix. Ook maakte Coole Piet voor snoepfabrikant Red Band de cd-single Als je voor pret bent.
Sinterklaas vraagt Kleurpiet, een Piet die blijkbaar al eerder in dienst van de Sint was, terug te komen van een kunstacademie. Sinterklaas heeft een belangrijke opdracht voor hem. Ook lijken er grote problemen te ontstaan in de Club rond het vertrek van Wegwijspiet vorig jaar. Als de Kleurpiet, na een paar obstakels, eindelijk aankomt op het kasteel, worden de tekeningen van de kinderen voor Sinterklaas gestolen. 'Chef' Stans H. Snipper, eigenaar van een confettifabriek, heeft de tekeningen nodig omdat zijn bedrijf failliet is gegaan. Als Testpiet wordt ontvoerd, komt Profpiet in een depressie omdat zijn brein is "opgedroogd". De Club van Sinterklaas moet ervoor zorgen alle tekeningen en Testpiet terug te krijgen.
Hoofdrollen: Bram van der Vlugt (Sinterklaas), Beryl van Praag (Testpiet), Harold Verwoert (Coole Piet), Tim de Zwart (Hoge Hoogte Piet), Martijn Oversteegen (Kleurpiet), Titus Boonstra (Hulppiet), Piet van der Pas (Profpiet), Wim Schluter (Muziekpiet), Hidde Maas ('Chef' Stans H. Snipper), Elmar Düren (Map) en Horace Cohen (Mo)

### De Club van Sinterklaas & De Speelgoeddief
Seizoen 8 bestond uit 29 afleveringen, en was van 29 oktober tot 1 december 2007 te zien bij Jetix. Nieuw dit jaar is het feit dat er wekelijks 6 afleveringen te zien zijn, in plaats van 5. Ook was er een muziekspecial, uitgezonden op zaterdag 24 november, en een rechtstreeks uitgezonden Pietenconcert op zondag 2 december. Bij supermarktketen Super de Boer werd een spaaractie met muziek-cd's gehouden. Per Piet één cd, met daarop één origineel Clubliedje en één traditioneel sinterklaasliedje. Uitgebracht werd de cd-single van de titelsong De Speelgoeddief en het cd-album De Hits van 2007.
De Sint gaat jaarlijks, net voordat hij naar Nederland vertrekt, naar het circus. Omdat Muziekpiet echter het circuskaartje voor Sinterklaas per ongeluk in de wasmachine heeft gedaan, besluiten de Pieten zelf maar een voorstelling voor hem te maken, een bonte avond. Daar hebben ze de hulp van Acrobaatpiet bij nodig. Acrobaatpiet neemt onverwacht ook een andere Piet mee: Weetnietwatpiet. Wanneer Weetnietwatpiet maar niet kan besluiten wat hij wil doen voor de bonte avond, komt hij tot een verrassende ontdekking: hij is blijkbaar wel erg goed in goochelen. Hierbij is dan ook een nieuwe Piet geboren: Hokuspokuspiet.
Terwijl de bonte avond bezig is, steelt een geheimzinnige jongeman een grote hoeveelheid snoep uit het kasteel. Een paar avonden later weer. Daarna begint hij zelfs aan het speelgoed.
Hoofdrollen: Bram van der Vlugt (Sinterklaas), Beryl van Praag (Testpiet), Tim de Zwart (Hoge Hoogte Piet), Piet van der Pas (Profpiet), Wim Schluter (Muziekpiet), Harold Verwoert (Coole Piet), Hugo Konings (Weetnietwatpiet/Hokuspokuspiet), Henry van Loon (Acrobaatpiet), Titus Boonstra (Hulppiet), Peter de Gelder (Kleurpiet), Michel Sluysmans (Felix) en Leo Hogenboom (Butler Hector)

### De Club van Sinterklaas, De Grote Onbekende
Seizoen 9 bestond uit 25 afleveringen, die werden uitgezonden tussen 3 november en 5 december 2008 bij Jetix. Afwezig in dit seizoen is Harold Verwoert als Coole Piet, en Bram van der Vlugt wordt eenmalig vervangen door Fred Butter in de rol van Sinterklaas. Ook is er een nieuw, extra programma wekelijks op zaterdag dat aansluit op de serie, namelijk het Pieten Nieuws. Uitgebracht werd de cd-single van de titelsong De Grote Onbekende en het cd-album De Hits van 2008.
Er zijn drie nieuwe Pieten bij de Club: Kluspiet, PJ en Danspiet. Op een dag krijgt Sinterklaas een brief van Hare Majesteit de Koningin Beatrix. Hoge Hoogte Piet en Testpiet onderscheppen de brief voor hij bij de Sint terechtkomt. De koningin schrijft dat ze niet wil dat Sinterklaas en zijn Pieten nog naar Nederland komen omdat de kinderen al veel te veel verwend zijn. Wat de Pieten echter niet weten is dat deze brief helemaal niet van de koningin is maar van professor Kluts die een gloeiende hekel aan kinderen heeft.
Profpiet en Hulppiet besluiten met de koningin te gaan praten, en daarbij krijgen ze hulp van de strenge mevrouw Korporaal. Maar zij heeft het al gauw gezien bij de Pieten en neemt snel de benen. Profpiet en Hulppiet moeten er veel moeite voor doen om bij de koningin terecht te komen. Koningin Beatrix vertelt dat die brief niet van haar is, en dat Sinterklaas meer dan welkom is. Maar Kluts (De Grote Onbekende) geeft niet op. Er gebeuren allemaal vreemde dingen in het kasteel. Muziekpiet wordt er bang van en besluit terug naar Spanje te gaan. Hulppiet verdwijnt, en wordt gevangen gehouden door professor Kluts.
Hoofdrollen: Fred Butter (Sinterklaas), Beryl van Praag (Testpiet), Tim de Zwart (Hoge Hoogte Piet), Titus Boonstra (Hulppiet), Hugo Konings (Hokuspokuspiet), Piet van der Pas (Profpiet), Wim Schluter (Muziekpiet), Michiel Nooter (Kluspiet), Freerk Bos (Professor Kluts), Lieke Pijnappels (Danspiet), Bart Rijnink (PJ) en Dela Maria Vaags (Mevrouw Korporaal)

### De Club van Sinterklaas & De Jacht Op Het Kasteel
Seizoen 10 bestond uit 25 afleveringen, startte op maandag 2 november en eindigde met de ontknoping op vrijdag 4 december 2009 op RTL 4. Bram van der Vlugt, de officiële tv-Sinterklaas, is dit seizoen weer teruggekeerd in de serie, en tevens keerde Harold Verwoert terug als Coole Piet Diego. Van der Vlugt was echter niet te zien bij het theatrale popconcert Het Club van Sinterklaas Feest, hierbij vertolkte Robert ten Brink de rol van de goedheiligman. Het Club van Sinterklaas Feest is de opvolger van Het Feest van Sinterklaas. Uitgebracht werd de cd-single van de titelsong Ooh Oh Heejoo en het compilatie-cd-album Het Beste van 2009.
Muziekpiet heeft één favoriete lekkernij: makreeltompouces. Wanneer Het Taartenpaleis van Sjef en Vrekking failliet gaat, moet Muziekpiet het zonder restaurant en gebakjes stellen. Welk toeval treft de situatie net? De oven in de keuken van de Sint is kapot, waardoor Keukenpiet manschappen tekortkomt. Waar zijn voorganger altijd genoeg manschappen had, is Keukenpiet niet berekend op deze tegenvaller. Hiermee treft het tweetal geluk en mag het zakenduo hun intrek nemen in het kasteel. Welk paard van Troje de Pietenclub hiermee binnenhaalt beseffen zij nog niet, maar zeker is al wel dat de Pieten alles op alles moeten zetten om deze fout ongedaan te maken.
Hoofdrollen: Bram van der Vlugt (Sinterklaas), Beryl van Praag (Testpiet), Tim de Zwart (Hoge Hoogte Piet), Piet van der Pas (Profpiet), Harold Verwoert (Coole Piet Diego), Hugo Konings (Hokuspokuspiet), Wim Schluter (Muziekpiet), Titus Boonstra (Hulppiet), Michiel Nooter (Kluspiet), Frans de Wit (Keukenpiet), Laus Steenbeeke (Vrekking), Edo Brunner (Sjef) en Harry Piekema (Supermarktmanager)

### De Club van Sinterklaas: Het Pietendiploma
Dit Seizoen bestaat uit 8 afleveringen en is vanaf november 2021 exclusief te zien op de streamingdienst Videoland.
Op het kasteel van Sinterklaas maakt iedereen zich klaar voor pakjesavond. Dan melden zich de meiden van KADO. Ze zijn door Sinterklaas uitgenodigd om hun Pietendiploma te halen. Maar dan moeten ze wel alle onderdelen halen, inclusief het klimmen en klauteren. Er is alleen één probleem: ze hebben last van hoogtevrees.
Hoofdrollen: Wilbert Gieske (Sinterklaas), Beryl van Praag (Testpiet), Mickey Vermeer (Kadopiet 1), Kadopiet 2 (Charlotte Ha), Wim Schluter (Muziekpiet), Anouk de Pater (Danspiet), Piet van der Pas (Profpiet), Job Bovelander (Coole Piet), Florus Hoogslag (Superpiet), Tim Oortman (Bakpiet), en Jilles Flinterman (Kluspiet).

### De Club van Sinterklaas: Geheimen van de Sint
Geheimen van de Sint bestaat uit 6 afleveringen en is vanaf oktober 2022 exclusief te zien op de streamingdienst Videoland.
De meiden van KADO vinden het magische dagboek van Sinterklaas, waarin allerlei geheimen staan van zowel de Sint als alle pieten in het kasteel. Het bevat daarnaast een route naar Sinterklaas' geheime kamer met magische objecten. Wanneer de andere pieten erachter komen dat hun geheimen in dit dagboek staan, scheuren zij hier stiekem pagina’s uit om hun geheimen te bewaken. Dit zorgt alleen voor grote problemen in het kasteel en brengt het Sinterklaasfeest in gevaar.
Hoofdrollen: Wilbert Gieske (Sinterklaas), Beryl van Praag (Testpiet), Mickey Vermeer (Kadopiet 1), Kadopiet 2 (Charlotte Ha), Wim Schluter (Muziekpiet), Anouk de Pater (Danspiet), Piet van der Pas (Profpiet), Job Bovelander (Coole Piet), Florus Hoogslag (Superpiet), en Jilles Flinterman (Kluspiet).

### De Club van Sinterklaas & De Wensfabriek
De Wensfabriek bestaat uit 6 afleveringen en is vanaf oktober 2024 exclusief te zien op de streamingdienst Videoland.
Hoofdrollen: Wilbert Gieske (Sinterklaas), Beryl van Praag (Testpiet), Mickey Vermeer (Kadopiet 1), Kadopiet 2 (Charlotte Ha), Wim Schluter (Muziekpiet), Anouk de Pater (Danspiet), Piet van der Pas (Profpiet), Job Bovelander (Coole Piet), Florus Hoogslag (Superpiet), en Tim Oortman (Bakpiet).

### Herhalingen in 2000, 2010-2015
Sinds 2010 is er, na het afhaken van hoofdsponsor Albert Heijn, geen nieuwe serie meer geproduceerd van De Club van Sinterklaas. Wel wordt er elk jaar een nieuwe editie van Het Club van Sinterklaas Feest gehouden. In 2010 hadden Testpiet en Muziekpiet een gastverschijning in de bioscoopfilm Sinterklaas en het Pakjes Mysterie. Deze film staat los van De Club en is geproduceerd door een andere productiemaatschappij. Coole Piet Diego heeft sinds 2008 een vaste rol in deze filmreeks. Sinds 2012 worden nieuwe langspeelavonturen geproduceerd voor vertoning in de bioscoop. Op televisie wordt simultaan één seizoensavontuur per jaar herhaald.
In 2010 werd op RTL 4 en RTL 8 de zevende reeks Paniek In de Confettifabriek herhaald en in 2011 de achtste reeks De Speelgoeddief op RTL 4 en RTL 8 en in 2012 werd de negende reeks De Grote Onbekende herhaald op RTL 8. In 2013 werd de tiende reeks De Jacht Op het Kasteel herhaald in een bewerking: met een nieuwe leader; ditmaal zonder Coole Piet Diego en met Coole Piet Talentpiet. Aangepast aan de stijl van de bioscoopreeks, zonder af te wijken van de vormgeving van de televisieserie: Talentpiet is slechts alleen te horen in de leader, terwijl alle visuele scènes met Diego zijn weggeknipt. Uitzending vindt plaats op RTL 8. Paniek in de Confettifabriek werd herhaald in 2014 op RTL 8 in het blok RTL Telekids. Ook ditmaal werd de leader aangepast met de muziek van Coole Piet (Talentpiet). Ook werden scènes waarin Harold Verwoert, Coole Piet speelt zodanig aangepast dat zijn naam Coole weggeknipt werd en alleen Piet te horen was. Het volledige nummer van de nieuwe leader is terug te vinden op de in 2014 uitgebrachte cd Feest in het kasteel. De titel van dit nummer is: Ay, Ay, Ay (Paniek in de confettifabriek). In 2015 wordt seizoen 8 "De Speelgoeddief" wederom herhaald met een dusdanige bewerking dat de scènes van Coole Piet (Diego) met tekst weggeknipt zijn. Ook is ditmaal de leader aangepast met een nieuw nummer van Coole Piet "Talentpiet".
Vanaf 2016 wordt "De Club" niet meer bij RTL 8 uitgezonden vanwege het zwartepietendebat. RTL koos voor een nieuwe serie met alleen maar "Roetveeg/Schoorsteenpieten". De Club zet de afleveringen vanaf 2016 op YouTube en zendt live uit op Facebook.
In 2000 werd ook geen seizoen geproduceerd. In plaats daarvan werd het eerste seizoen nogmaals herhaald. In 2001 kwam er het tweede seizoen: De Nieuwe Club van Sinterklaas. Wel werd in 2000 Het Feest van Sinterklaas binnengehaald bij Fox Kids, die pas het jaar erop (2001) echt aan de Club verbonden was. Ook werd in 2000 tijdens de intocht van Sinterklaas filmpjes met een live verhaal van De Club van Sinterklaas en Tante Soesa uitgezonden.

## Films

### De Club van Sinterklaas & Het Geheim van de Speelgoeddokter (2012)
In 2012 werd de film van De Club van Sinterklaas & Het Geheim van de Speelgoeddokter gemaakt en vertoond in de bioscoop. Coole Piet Diego is verdwenen uit de serie en de Talentpiet is de nieuwe Coole Piet. In de rol van Sinterklaas wordt Bram van der Vlugt opgevolgd door Wilbert Gieske. Ook werd er gestart met een soort van talkshow, die dagelijks wordt uitgezonden op RTL 4 en herhaald op RTL 8. De uitzendingen duren een week lang, zijn rond de zeven minuten in speelduur en worden gepresenteerd door Testpiet (Beryl van Praag) en Hoge Hoogte Piet (Tim de Zwart). Het programma is een persiflage op televisieprogramma's Koffietijd! en Het Sinterklaasjournaal. Uitgebracht werd de digitale cd-single van de titelsong 1 Sinterklaas en het zowel fysieke als digitale cd-album De Leukste van 2012.
Wanneer Sinterklaas verdwijnt en na een tijdje weer vanuit het niets verschijnt op het kasteel, gedraagt hij zich vreemd. Aan de Pieten van de Club van Sinterklaas de taak om erachter te komen wat er nu precies met de goedheiligman aan de hand is.
Hoofdrollen: Wilbert Gieske (Sinterklaas), Beryl van Praag (Testpiet), Tim de Zwart (Hoge Hoogte Piet), Piet van der Pas (Profpiet), Job Bovelander (Coole Piet/Talentpiet), Wim Schluter (Muziekpiet), Michiel Nooter (Kluspiet), Frans de Wit (Keukenpiet), Ad van Kempen (Fritz), Laura van Bussel (Katja), Julian Ras (Mees), Charly Luske (Dirk), Kimberley Klaver (Erika) en Victoria Koblenko (Nicole).

### De Club van Sinterklaas & De Pietenschool (2013)
In 2013 wordt de tweede bioscoopfilm van De Club van Sinterklaas geproduceerd. Nieuw personage Danspiet is gelijknamig aan het personage uit 2008 van het duo PJ en Danspiet, maar staat er los van. Vanaf 11 november begint RTL 8 met het uitzenden van De Club van Sinterklaas: Dansschool, waarin Danspiet de kijkers dansmanoeuvres leert met muzikale begeleiding van Sinterklaasliedjes. Per 19 november wordt Post Voor Sint uitgezonden: een programma waarin Coole Piet en Sinterklaas vragen van kijkers beantwoorden, en RTL Telekids-gezicht Keet! bij kijkers thuis langsgaat. Uitgebracht werd de digitale cd-single van de titelsong Een Echte Piet en het zowel fysieke als digitale cd-album De Allerleukste van 2013.
Hoofdrollen: Wilbert Gieske (Sinterklaas), Beryl van Praag (Testpiet), Tim de Zwart (Hoge Hoogte Piet), Wim Schluter (Muziekpiet), Piet van der Pas (Profpiet), Frans de Wit (Keukenpiet), Job Bovelander (Coole Piet), Anouk de Pater (Danspiet), Sem van Dijk (Lucas), Nicolette van Dam (Moeder Lucas), Louis Talpe (Vader Lucas) en Peter Van De Velde (Simon).

### De Club van Sinterklaas & Het Pratende Paard (2014)
In 2014 wordt de derde bioscoopfilm van De Club van Sinterklaas geproduceerd. Uitgebracht werden de digitale cd-singles van de titelsong Amerigo en Pietenreislied en het zowel fysieke als digitale cd-album Feest in het kasteel. In de videoclip van Pietenreislied zijn Chefpiet en Surprisepiet weer te zien. Ook is er de betaaldienst Sint.tv waarbij een persoonlijke videoboodschap van de Clubpieten of Sinterklaas besteld kan worden.
Hoofdrollen: Wilbert Gieske (Sinterklaas), Beryl van Praag (Testpiet), Tim de Zwart (Hoge Hoogte Piet), Wim Schluter (Muziekpiet), Piet van der Pas (Profpiet), Frans de Wit (Keukenpiet), Job Bovelander (Coole Piet), Anouk de Pater (Danspiet), Tijn Kroon (Stijn), Sven De Ridder (Jef Vandenaere), Patrick Martens (jurylid), Stef de Reuver (zwerver) en Carlo Boszhard (stem Amerigo).
De Club van Sinterklaas & Het Pratende Paard wint in oktober 2015 de Gouden Kalf Publieksprijs.

### De Club van Sinterklaas & de Verdwenen Schoentjes (2015)
In het vierde deel worden Testpiet, Coole Piet, Profpiet, Muziekpiet, Hoge Piet, Keukenpiet en Danspiet geconfronteerd met slechterik Kornee, die vroeger nooit een cadeautje kreeg van Sinterklaas. Om wraak te nemen heeft hij een speelgoedknuffel ontwikkeld die cadeautjes uit schoenen van kinderen stelen.
Hoofdrollen: Wilbert Gieske (Sinterklaas), Beryl van Praag (Testpiet), Tim de Zwart (Hoge Hoogte Piet), Wim Schluter (Muziekpiet), Piet van der Pas (Profpiet), Frans de Wit (Keukenpiet), Job Bovelander (Coole Piet), Anouk de Pater (Danspiet), Okke Verberk (Party Piet Pablo), Leo Alkemade (Piet), Tom Audenaert (Kornee Kwastenbroek), Evi van der Laken (Daantje).

### De Club van Sinterklaas & Geblaf op de Pakjesboot (2016)
Het vijfde deel met Testpiet, Coole Piet, Muziekpiet, Hoge Piet, Keukenpiet en Danspiet.
Slechterik Dokter Vleugelaer en zijn handlanger Igor vermommen zich om op de stoomboot zogenaamde ‘blafspray’ over alle cadeautjes te spuiten. Zo krijgen alle kinderen straks de ‘blafhoest’, waar Dr. Vleugelaar alleen voor veel geld het medicijn voor heeft! Maar als de pieten ook in aanraking komen met het goedje, loopt de situatie helemaal uit de hand. Zeker omdat er ook een échte hond aan boord is, die de Pieten in Spanje gevonden hebben. Het is de verdwaalde hond van Sophie (Vlinder Kamerling), die hoopt dat de Club van Sinterklaas het diertje weer bij haar kan brengen.
Hoofdrollen: Wilbert Gieske (Sinterklaas), Beryl van Praag (Testpiet), Tim de Zwart (Hoge Hoogte Piet), Wim Schluter (Muziekpiet), Piet van der Pas (Profpiet), Frans de Wit (Keukenpiet), Job Bovelander (Coole Piet), Anouk de Pater (Danspiet) en Vlinder Kamerling (Sophie).

### Sinterklaas & Het Gouden Hoefijzer (2017)
In het zesde deel komen niet alle clubpieten voor; alleen Testpiet, Coole Piet en Danspiet zijn als bijrol te zien. Tevens zijn vanaf dit deel in de reeks alleen nog maar roetveegpieten te zien.
Hoofdrollen: Wilbert Gieske (Sinterklaas), Beryl van Praag (Testpiet), Job Bovelander (Coole Piet), Anouk de Pater (Danspiet), Anna-Sophie Kummer (Bloem), Mike Weerts (Joey), Melody Klaver (Tess), Vincent Visser (Finn), Jaak Van Assche (Gijs), Walter De Donder (Frank), Gerard Cox (Opa), Joke Bruijs (Oma) en Andy Peelman (Agent).

### Sinterklaas & De Vlucht door de Lucht (2018)
Het zevende deel met Testpiet, Coole Piet, Muziekpiet, Hoge Hoogte Piet, Profpiet, Keukenpiet, Danspiet en Juniorpiet.
Hoofdrollen: Wilbert Gieske (Sinterklaas), Beryl van Praag (Testpiet), Tim de Zwart (Hoge Hoogte Piet), Wim Schluter (Muziekpiet), Piet van der Pas (Profpiet), Frans de Wit (Keukenpiet), Job Bovelander (Coole Piet), Anouk de Pater (Danspiet), Soy Kroon (Juniorpiet), Marijn Devalck (Leon) en Yenthe Bos (Floor).
In 2020 wordt deze film in de Belgische bioscoopzalen gedraaid onder de titel Sinterklaas en de Gouden Chocolademunten.

### Waar is het Grote Boek van Sinterklaas? (2019)
Het achtste deel met Testpiet, Coole Piet, Muziekpiet, Profpiet, Juniorpiet, Danspiet, Rommelpiet en Superpiet.
Hoofdrollen: Wilbert Gieske (Sinterklaas), Beryl van Praag (Testpiet), Wim Schluter (Muziekpiet), Piet van der Pas (Profpiet), Job Bovelander (Coole Piet), Anouk de Pater (Danspiet), Soy Kroon (Juniorpiet), Florus Hoogslag (Superpiet), Bart van Roosmalen (Rommelpiet), Carlo Boszhard (Guus Blik), Vic De Wachter (Kerstman), Maaike Martens (Julie Blik), Mila Borgers (Lara Blik) en Irene Moors (Journaliste).

### De Club van Sinterklaas & Het Grote Pietenfeest (2020)
Het negende deel met Testpiet, Coole Piet, Muziekpiet, Profpiet, Danspiet, Superpiet, Sportpiet, Hoge Hoogte Piet, Bakpiet en Kadopiet 1 en 2.
Hoofdrollen: Wilbert Gieske (Sinterklaas), Beryl van Praag (Testpiet), Wim Schluter (Muziekpiet), Piet van der Pas (Profpiet), Job Bovelander (Coole Piet), Anouk de Pater (Danspiet), Florus Hoogslag (Superpiet), Tim de Zwart (Hoge Hoogte Piet), Bart van Roosmalen (Sportpiet), Mickey Vermeer (Kadopiet 1), Charlotte Ha (Kadopiet 2), Tim Oortman (Bakpiet), Maylin van Putten (Testpiet junior), Marijn Klaver (Smoezel), Walter De Donder (Feestdirecteur), Luan Bellinga, Lucilla Bellinga, Luxy Bellinga, Fara Bellinga en Daniël Bellinga.

### De Club van Sinterklaas & Het Vergeten Pietje (2021)
Het tiende deel met Testpiet, Coole Piet, Piet Fernando, Danspiet, Superpiet, Bakpiet en Kadopiet 1 en 2.
Hoofdrollen: Wilbert Gieske (Sinterklaas), Beryl van Praag (Testpiet), Job Bovelander (Coole Piet), Anouk de Pater (Danspiet), Lucas Reijnders (Pietje Fernando), Florus Hoogslag (Superpiet), Mickey Vermeer (Kadopiet 1), Charlotte Ha (Kadopiet 2), Tim Oortman (Bakpiet), Maylin van Putten (Testpiet junior), Frans Duijts, Luan Bellinga en Lucilla Bellinga.

### De Club van Sinterklaas & De Race Tegen de Klok (2022)
Het elfde deel met Testpiet, Coole Piet, Piet Fernando, Danspiet, Superpiet, Bakpiet en Kadopiet 1 en 2.
Hoofdrollen: Wilbert Gieske (Sinterklaas), Beryl van Praag (Testpiet), Job Bovelander (Coole Piet), Anouk de Pater (Danspiet), Lucas Reijnders (Pietje Fernando), Florus Hoogslag (Superpiet), Mickey Vermeer (Kadopiet 1), Charlotte Ha (Kadopiet 2), Tim Oortman (Bakpiet).

### De Club van Sinterklaas & de Gestrande Stoomboot (2023)
Het twaalfde deel met Testpiet, Coole Piet, Piet Fernando, Danspiet, Superpiet, Bakpiet en Kadopiet 1 en 2.
Hoofdrollen: Wilbert Gieske (Sinterklaas), Beryl van Praag (Testpiet), Job Bovelander (Coole Piet), Anouk de Pater (Danspiet), Lucas Reijnders (Pietje Fernando), Florus Hoogslag (Superpiet), Mickey Vermeer (Kadopiet 1), Charlotte Ha (Kadopiet 2), Tim Oortman (Bakpiet).

### De Club van Sinterklaas & Het Grote Sneeuwavontuur (2024)
Het dertiende deel met Testpiet, Coole Piet, Piet Fernando, Danspiet, Superpiet, Bakpiet en Kadopiet 1 en 2.
Hoofdrollen: Wilbert Gieske (Sinterklaas), Beryl van Praag (Testpiet), Job Bovelander (Coole Piet), Anouk de Pater (Danspiet), Lucas Reijnders (Pietje Fernando), Florus Hoogslag (Superpiet), Mickey Vermeer (Kadopiet 1), Charlotte Ha (Kadopiet 2), Tim Oortman (Bakpiet).

## Cast en crew vanDe Club van Sinterklaas

### Huidige rolverdeling
| Rol           | Acteur           | Periode    |
| ------------- | ---------------- | ---------- |
| Sinterklaas   | Wilbert Gieske   | 2012-heden |
| Muziekpiet    | Wim Schluter     | 1999-heden |
| Testpiet      | Beryl van Praag  | 2001-heden |
| Profpiet      | Piet van der Pas | 2003-heden |
| Coole Piet    | Job Bovelander   | 2012-heden |
| Danspiet      | Anouk de Pater   | 2013-heden |
| Superpiet     | Florus Hoogslag  | 2019-heden |
| Bakpiet       | Tim Oortman      | 2019-heden |
| Kadopiet 1    | Mickey Vermeer   | 2020-heden |
| Kadopiet 2    | Charlotte Ha     | 2020-heden |
| Piet Fernando | Lucas Reijnders  | 2021-heden |

### Voormalige rolverdeling
| Rol              | Acteur                                | Periode              |
| ---------------- | ------------------------------------- | -------------------- |
| Sinterklaas 1    | Bram van der Vlugt                    | 1999-2007, 2009-2011 |
| Sinterklaas 2    | Fred Butter                           | 2008                 |
| Hoofdpiet        | Erik van Muiswinkel                   | 1999                 |
| Wegwijspiet      | Michiel Kerbosch                      | 1999-2005            |
| Chefpiet         | Don van Dijke                         | 1999-2002, 2005      |
| Computerpiet     | Ralf Grevelink                        | 1999                 |
| Stafpiet         | Dominique Engers                      | 1999                 |
| Pietje van Alles | Tim Kerbosch                          | 1999-2002            |
| Schemapiet       | Roos Abelman                          | 1999                 |
| Pakjespiet 1     | Marien van der Kooij                  | 1999                 |
| Coole Piet Diego | Harold Verwoert                       | 2001-2007, 2009-2011 |
| Hoge Hoogte Piet | Tim de Zwart                          | 2001, 2003-2020      |
| Bovenpiet        | Bram Legerstee                        | 2001                 |
| Weerpiet         | Jan van Eijndthoven                   | 2001                 |
| Spaarpiet        | Joost Kartman                         | 2001                 |
| Kombuispiet      | Jacco Geel                            | 2001                 |
| Radarpiet        | Hajo Bruins                           | 2002                 |
| Gulle Piet       | Sharon Wins                           | 2002-2004            |
| Surprisepiet     | Finn Poncin                           | 2002, 2004           |
| Smulpiet         | André Troost                          | 2002                 |
| Poetspiet        | Woedy Jageneau                        | 2003                 |
| Surprisepiet Jr. | Jeroen van Wijngaarden                | 2003                 |
| Proefpiet        | Wim Rijken                            | 2003                 |
| Hulppiet         | Titus Boonstra                        | 2004-2011            |
| Tussendoorpiet   | Marc Eikelenboom                      | 2004                 |
| Kleurpiet        | Martijn Oversteegen & Peter de Gelder | 2006-2007            |
| Hokuspokuspiet   | Hugo Konings                          | 2007-2011            |
| Acrobaatpiet     | Henry van Loon                        | 2007                 |
| PJ               | Bart Rijnink                          | 2008                 |
| Danspiet         | Lieke Pijnappels                      | 2008                 |
| Kluspiet         | Michiel Nooter                        | 2008-2012            |
| Keukenpiet       | Frans de Wit                          | 2009-2018            |
| Klungelpiet      | Martijn Broekaart                     | 2016-2018            |
| Juniorpiet       | Soy Kroon                             | 2018-2019            |
| Rommelpiet       | Bart van Roosmalen                    | 2019                 |
| Sportpiet        | Bart van Roosmalen                    | 2020                 |
| Testpiet Junior  | Maylin van Putten                     | 2019-2021            |

### De slechteriken
| Rol                   | Acteur               | Periode   |
| --------------------- | -------------------- | --------- |
| Meneer de Directeur   | Tim de Zwart         | 2002-2004 |
| Jacob                 | Peter de Gelder      | 2003-2005 |
| Toets van Truffelen   | Maja van den Broecke | 2005      |
| Stans H. Snipper      | Hidde Maas           | 2006      |
| Map                   | Elmar Düren          | 2006      |
| Mo                    | Horace Cohen         | 2006      |
| Felix                 | Michel Sluysmans     | 2007      |
| Butler Hector         | Leo Hogenboom        | 2007      |
| Professor Kluts       | Freerk Bos           | 2008      |
| Vrekking              | Laus Steenbeeke      | 2009      |
| Sjef                  | Edo Brunner          | 2009      |
| Fritz                 | Ad van Kempen        | 2012      |
| Simon de Graaier      | Peter Van De Velde   | 2013      |
| Jef Vandenaere        | Sven De Ridder       | 2014      |
| Kornee Kwastenbroek   | Tom Audenaert        | 2015      |
| Vleugelaer            | Pieter Verelst       | 2016      |
| Igor                  | Sven De Ridder       | 2016      |
| Leon Schimmelpenninck | Marijn Devalck       | 2018      |
| Guus Blik             | Carlo Boszhard       | 2019      |
| Smoezel               | Marijn Klaver        | 2020      |

### Kinderen
| Rol      | Acteur                 | Periode   |
| -------- | ---------------------- | --------- |
| Mees     | Julian Ras             | 2012      |
| Katja    | Laura van Bussel       | 2012      |
| Lucas    | Sem van Dijk           | 2013      |
| Stijn    | Tijn Kroon             | 2014      |
| Daantje  | Evi van der Laken      | 2015      |
| Sophie   | Vlinder Kamerling      | 2016      |
| Bloem    | Anna-Sophie Kummer     | 2017      |
| Finn     | Vincent Visser         | 2017      |
| Floor    | Yenthe Bos             | 2018      |
| Lara     | Mila Borgers           | 2019      |
| Zichzelf | Luan Bellinga          | 2020-2021 |
| Zichzelf | Lucilla Bellinga       | 2020-2021 |
| Finn     | Roman George Wharton   | 2022      |
| Zoë      | Juliëtte van de Weerdt | 2022      |
| Zichzelf | Lavezzi Rutjes         | 2022      |

### Overige
| Rol                  | Acteur            | Periode   |
| -------------------- | ----------------- | --------- |
| Rosita               | Trudy Kerbosch    | 1999      |
| Tante Soesa          | Daphny Muriloff   | 1999      |
| Verschillende rollen | Egbert de Jong    | 2001-2009 |
| Rechercheur Kledder  | Joep Sertons      | 2004      |
| Supermarktmanager    | Harry Piekema     | 2009      |
| Kluspiet             | Jilles Flinterman | 2021-2022 |

### Crew
Regie
- Seizoen 1-5, "De Generale", 7-10, Film 7-8: Armando de Boer
- Seizoen 2-7: Liesbeth Roelofs
- Seizoen 7: Beryl van Praag
- Seizoen 8-10: Martijn Hullegie
- Film 1: Pieter Walther Boer
- Film 2: Melcher Hillmann
- Film 3-5: Ruud Schuurman
- Film 6: Aram van de Rest
- Film 9-11: Martijn Koevoets

Scenaristen
- Seizoen 1: Daphny Muriloff
- Seizoen 2-4: Gerda van de Brug en Maria Westerbos
- Seizoen 5: Sander de Regt (scenarioadviezen: Maria Westerbos)
- Seizoen 6-10: Gerda van de Brug (script consultant: Ross Fraser)
- Film 1: Gerben Hetebrij & Ingrid van Berkum (scenarioadviezen: Gerda van de Brug)
- Film 2-6: Sander de Regt (verhaal: Mike Steenvoorden & Michael van Beers)
- Film 6-9: Gerben Hetebrij
- Film 7: Trui van de Brug
- Film 8: Martin Ruttenberg
- Film 9-13: Martijn Koevoets
- Film 11: Job Bovelander

Productie
- Seizoen 1: Made By Muriloff; Daphne Muriloff, Frans-Jan Punt
- Seizoen 2-6 + "De Generale": Palm Plus; Ruud van Breugel, Barbara Coronel
- Seizoen 7-10 + "Pieten Nieuws": IDTV; Frank de Jonge / Lennart Pijnenborg, Barbara Coronel
- Film 1-10: Tom de Mol Productions; Tom de Mol, Suzanne Corbeek, Nynke Rusticus, Erik van Wegen

Muziek
- Seizoen 1: Ruud Voerman
- Seizoen 2, 3 & 4 Rick Pols; & Guido van Zitteren
- Seizoen 5 t/m 8, 10. Film 9-10: John Dirne & Harold Verwoert
- Film 1-6: Linda Pols
- Film 1-8: Rick Pols; Arjan Kiel, Mike Steenvoorden, Michael van Beers

## Discografie

### Albums
| Album met eventuele hitnotering(en) in de Nederlandse Album Top 100 | Datum van verschijnen | Datum van binnenkomst | Hoogste positie | Aantal weken | Opmerkingen   |
| ------------------------------------------------------------------- | --------------------- | --------------------- | --------------- | ------------ | ------------- |
| De liedjes van de Club van Sinterklaas                              | 17-11-2005            | 12-11-2005            | 14              | 5            |               |
| De liedjes van de Club van Sinterklaas - 2006                       | 27-10- 2006           | 04-11-2006            | 10              | 6            |               |
| De liedjes van de Club van Sinterklaas - 2007                       | 26-10-2007            | 03-11-2007            | 9               | 6            |               |
| De liedjes van de Club van Sinterklaas - 2008                       | 2008                  | 01-11-2008            | 16              | 7            |               |
| Het beste van de Club van Sinterklaas                               | 02-11-2009            | 07-11-2009            | 4               | 6            | Verzamelalbum |
| De leukste liedjes                                                  | 06-11-2012            | 10-11-2012            | 45              | 1            |               |
| De allerleukste liedjes                                             | 07-10-2013            | 09-11-2013            | 23              | 5            |               |
| Feest in het kasteel                                                | -10-2014              |                       |                 |              |               |
| De Leukste Liedjes                                                  | 13-11-2020            |                       |                 |              | Digitaalalbum |
| De Leukste Hits                                                     | 21-10-2021            |                       |                 |              |               |
| Pietendisco                                                         | 21-10-2021            |                       |                 |              |               |
| Zingend Door De Nacht                                               | 14-10-2022            |                       |                 |              |               |
| Feest op de Stoomboot                                               | 13-10-2023            |                       |                 |              |               |

### Singles
| Single met eventuele hitnotering(en) in de Nederlandse Top 40 | Datum van verschijnen | Datum van binnenkomst | Hoogste positie | Aantal weken | Opmerkingen                 |
| ------------------------------------------------------------- | --------------------- | --------------------- | --------------- | ------------ | --------------------------- |
| De streken van Tante Toets                                    | najaar 2005           | 26-11-2005            | 11              | 3            | Nr. 1 in de Single Top 100  |
| Paniek in de confettifabriek                                  | 31-10-2006            | 18-11-2006            | 1 (1wk)         | 5            | Nr. 1 in de Single Top 100  |
| De speelgoeddief                                              | 29-10-2007            | 10-11-2007            | 2               | 6            | Nr. 3 in de Single Top 100  |
| De grote onbekende                                            | 07-11-2008            | -                     |                 |              | Nr. 42 in de Single Top 100 |
| Ooh oh heejoo                                                 | 30-10-2009            | -                     |                 |              | Nr. 78 in de Single Top 100 |
| 1 Sinterklaas                                                 | najaar 2012           | -                     |                 |              | Nr. 81 in de Single Top 100 |
| Een echte Piet                                                | najaar 2013           | -                     |                 |              |                             |
| De Pietendans                                                 | najaar 2013           | -                     |                 |              |                             |
| Amerigo                                                       | najaar 2014           | -                     |                 |              |                             |
| Pietenreislied                                                | najaar 2014           | -                     |                 |              |                             |

### Titelsongs
Titelsong seizoen 1: De Club van Sinterklaas
- Gezongen door Don van Dijke (als Chefpiet)
- Gecomponeerd door Ruud Voerman
  - Nooit verschenen op cd

Titelsong seizoen 2: De Nieuwe Club van Sinterklaas
- Gezongen door Harold Verwoert (als Coole Piet)
- Geschreven en gecomponeerd door Rick Pols, Guido van Zitteren en Guido Pernet
  - Uitgebracht op album Fox Kids Sint Hits 2001

Titelsong seizoen 3: Dit Ga Je Toch Niet Menen
- Gezongen door Harold Verwoert (als Coole Piet)
- Geschreven en gecomponeerd door Rick Pols, Guido van Zitteren en Guido Pernet
  - Uitgebracht op album Fox Kids Sint Hits 2002

Titelsong seizoen 4: Blafpoeder
- Gezongen door Harold Verwoert (als Coole Piet)
- Geschreven en gecomponeerd door Harold Verwoert, Rick Pols en Guido van Zitteren
  - Uitgebracht op album Jetix Sint Hits

Titelsong seizoen 5: De brieven van Jacob
- Gezongen door Harold Verwoert (als Coole Piet)
- Geschreven door Harold Verwoert
- Gecomponeerd door John Dirne en Harold Verwoert
  - Single werd platina
  - Uitgebracht op single en op album De Liedjes van De Club van Sinterklaas
  - Allereerste single van De Club

Titelsong seizoen 6: De Streken van Tante Toets
- Gezongen door Harold Verwoert (als Coole Piet)
- Geschreven door Louisa Verwoert
- Gecomponeerd door Louisa Verwoert en Daan van Leeuwen
  - Kwam tot nummer 11 in de Nederlandse Top 40
  - Nummer 1-hit in week 49 2005 in de Single Top 100
  - Uitgebracht op single en op album De Liedjes van De Club van Sinterklaas

Titelsong seizoen 7: Paniek In de Confettifabriek
- Gezongen door Harold Verwoert (als Coole Piet)
- Geschreven door Harold Verwoert
- Gecomponeerd door Harold Verwoert en John Dirne
  - Nummer 1-hit in de Single Top 100
  - Nummer 1-hit in de Nederlandse Top 40
  - Nummer 1-hit in de Mega Top 50
  - Uitgebracht op single en op album De Liedjes van De Club van Sinterklaas - De Hits van 2006
- Herhalingsbewerking 2014: "Ay Ay Ay"
  - Gezongen door Job Bovelander (als Coole Piet)
  - Geschreven door Rick Pols, Linda Pols en Mike Steenvoorden
    - Uitgebracht op album De Club van Sinterklaas: Feest In het Kasteel - 2014

Titelsong seizoen 8: De Speelgoeddief
- Gezongen door Harold Verwoert (als Coole Piet)
- Geschreven door Harold Verwoert
- Gecomponeerd door Harold Verwoert en John Dirne
  - Uitgebracht op single en op album De Liedjes van De Club van Sinterklaas - De Hits van 2007

Titelsong seizoen 9: De Grote Onbekende
- Gezongen door Bart Rijnink (als PJ) en Lieke Pijnappels (als Danspiet)
- Geschreven en gecomponeerd door Choco/Lasierra/Mck/Stolk
- Geproduceerd door: Rick Pols, Guido Pernet en Guido van Zitteren
  - Uitgebracht op single en op album De Liedjes van De Club van Sinterklaas - De Hits van 2008

Titelsong seizoen 10: Ooh Oh Heejoo
- Gezongen door Harold Verwoert (als Coole Piet Diego)
- Geschreven door Harold Verwoert
  - Uitgebracht op single en op album Het Beste van De Club van Sinterklaas - 2009
- Herhalingsbewerking 2013: "De Jacht Op het Kasteel"
  - Gezongen door Job Bovelander (als Coole Piet)
  - Geschreven door Rick Pols, Linda Pols en Mike Steenvoorden
    - Uitgebracht op album De Club van Sinterklaas: De Allerleukste Liedjes - 2013

Titelsong film 1: 1 Sinterklaas
- Gezongen door Job Bovelander (als Coole Piet)
- Geschreven door Rick Pols, Linda Pols en Mike Steenvoorden
  - Uitgebracht op digitale single en op album De Club van Sinterklaas: De Leukste Liedjes - 2012

Titelsong film 2: Een Echte Piet
- Gezongen door Job Bovelander (als Coole Piet)
- Geschreven door Rick Pols, Linda Pols en Mike Steenvoorden
  - Uitgebracht op digitale single en op album De Club van Sinterklaas: De Allerleukste Liedjes - 2013

Titelsong film 3: Amerigo
- Gezongen door Job Bovelander en Anouk de Pater (als Coole Piet en Danspiet)
- Geschreven door Rick Pols, Linda Pols en Mike Steenvoorden
  - Uitgebracht op digitale single en op album De Club van Sinterklaas: Feest in het Kasteel - 2014

Titelsong film 4: De Pieten de Club
- Gezongen door Job Bovelander en Anouk de Pater (als Coole Piet en Danspiet)
- Geschreven door Rick Pols, Linda Pols en Mike Steenvoorden
  - Uitgebracht op digitale single

Titelsong film 5: Viva Sinterklaas
- Gezongen door Job Bovelander en Anouk de Pater (als Coole Piet en Danspiet)
- Geschreven door Rick Pols, Linda Pols en Mike Steenvoorden
  - Uitgebracht op digitale single

Titelsong film 6: Magie
- Gezongen door Job Bovelander en Anouk de Pater (als Coole Piet en Danspiet)
- Geschreven door Rick Pols, Linda Pols
  - Uitgebracht op digitale single

Titelsong film 7: Chocola
- Gezongen door Job Bovelander en Anouk de Pater (als Coole Piet en Danspiet)
- Geschreven door Rick Pols
  - Uitgebracht op digitale single

Titelsong film 8: Swingelélé
- Gezongen door Job Bovelander en Anouk de Pater (als Coole Piet en Danspiet)
- Geschreven door Rick Pols
  - Uitgebracht op digitale single

## Dvd-gids
| Titel                                  | Afleveringen                                        | Releasedatum | Uitgeverij              | Disks | Vhs | Speelduur  | Videoclip  |
| -------------------------------------- | --------------------------------------------------- | ------------ | ----------------------- | ----- | --- | ---------- | ---------- |
| Deel 1 t/m 5                           | seizoenen 2 t/m 6                                   | 2013         | Bridge Entertainment    | 5     | nee | ± 900 min. | heruitgave |
| Serie 3 t/m 5                          | seizoenen 4 t/m 6                                   | 2010         | Bridge Entertainment    | 3     | nee | ± 600 min. | heruitgave |
| De Nieuwe Club van Sinterklaas         | het tweede seizoen                                  | 2002         | Bridge Entertainment    | 1     | ja  | ± 140 min. | ja         |
| Deel 1 - De Club van Sinterklaas       | het tweede seizoen (De Nieuwe Club van Sinterklaas) | 2007         | Bridge Entertainment    | 1     | ja  | ± 140 min. | ja         |
| De Verdwijning van Wagen 27            | het derde seizoen                                   | 2003         | Bridge Entertainment    | 1     | ja  | ± 140 min. | ja         |
| Deel 2 - De Verdwijning van Wagen 27   | het derde seizoen                                   | 2007         | Bridge Entertainment    | 1     | ja  | ± 140 min. | ja         |
| Deel 3 - Het Blafpoeder                | het vierde seizoen                                  | 2004         | Bridge Entertainment    | 1     | nee | ± 165 min. | ja         |
| Deel 3 - Het Blafpoeder                | het vierde seizoen                                  | 2010         | Bridge Entertainment    | 1     | nee | ± 165 min. | ja         |
| Deel 4 - De brieven van Jacob          | het vijfde seizoen                                  | 2005         | Bridge Entertainment    | 1     | nee | ± 230 min. | ja         |
| Deel 5 - De Streken van Tante Toets    | het zesde seizoen                                   | 2006         | Bridge Entertainment    | 1     | nee | ± 230 min. | ja         |
| De Generale                            | muziekspecial 2005                                  | 2006         | Jetix Consumer Products | 1     | nee | ± 25 min.  | n.v.t.     |
| Deel 6 - Paniek In de Confettifabriek  | het zevende seizoen                                 | 2007         | Bridge Entertainment    | 2     | nee | ± 264 min. | ja         |
| De Generale                            | muziekspecials 2005 en 2007                         | 2008         | Jetix Consumer Products | 1     | nee | ± 45 min.  | n.v.t.     |
| De Generale                            | muziekspecials 2005 en 2007                         | 2010         | MoefieKlub              | 1     | nee | ± 45 min.  | n.v.t.     |
| De Speelgoeddief                       | het achtste seizoen                                 | 2008         | Bridge Entertainment    | 2     | nee | ± 286 min. | ja         |
| Het Muziekconcert                      | Het Club van Sinterklaas Concert                    | 2008         | Jetix Consumer Products | 1     | nee | ± 45 min.  | n.v.t.     |
| De Grote Onbekende                     | het negende seizoen                                 | 2009         | Bridge Entertainment    | 2     | nee | ± 230 min. | ja         |
| De Jacht Op het Kasteel                | het tiende seizoen                                  | 2010         | Just Entertainment      | 2     | nee | ± 250 min. | ja         |
| Het Geheim van de Speelgoeddokter      | Eerste bioscoopfilm                                 | 2012         | JustBridge              | 1     | nee | ± 70 min.  | ja         |
| De Pietenschool                        | Tweede bioscoopfilm                                 | 2013         | Dutch Filmworks         | 1     | nee | ± 73 min.  | ja         |
| Het Pratende Paard                     | Derde bioscoopfilm                                  | 2014         | Dutch Filmworks         | 1     | nee | ± 70 min.  | ja         |
| De Verdwenen Schoentjes                | Vierde bioscoopfilm                                 | 2015         | Dutch Filmworks         | 1     | nee | ± 75 min.  | ja         |
| Geblaf op de Pakjesboot                | Vijfde bioscoopfilm                                 | 2016         | Dutch Filmworks         | 1     | nee | ± 70 min.  | ja         |
| Sinterklaas en het Gouden Hoefijzer    | Zesde bioscoopfilm                                  | 2017         | Dutch Filmworks         | 1     | nee | ± 70 min.  | ja         |
| Sinterklaas en de Vlucht door de Lucht | Zevende bioscoopfilm                                | 2018         | Dutch Filmworks         | 1     | nee | ± 70 min.  | ja         |
| Waar is het boek van Sinterklaas       | Achtste bioscoopfilm                                | 2019         | Dutch Filmworks         | 1     | nee | ± 70 min.  | ja         |
| Het Grote Pietenfeest                  | Negende bioscoopfilm                                | 2020         | Dutch Filmworks         | 1     | nee | ± 70 min.  | ja         |
| het Vergeten Pietje                    | Tiende bioscoopfilm                                 | 2021         | Dutch Filmworks         | 1     | nee | ± 70 min.  | ja         |
| De Race Tegen de Klok                  | Elfde bioscoopfilm                                  | 2022         | Dutch Filmworks         | 1     | nee | ± 70 min.  | ja         |
| De Gestrande Stoomboot                 | Twaalfde bioscoopfilm                               | 2023         | Dutch Filmworks         | 1     | nee | ± 70 min.  | ja         |

## Overige en spin-offseries en -films
Series waar De Club (gedeeltelijk) uit is ontstaan en een aantal spin-offseries en -film(s).
Televisieprogramma - Tante Soesa & Sassefras (1997-2000, Fox Kids)Serie waarin de Club-personages Tante Soesa en Sassefras de wereld over reizen op hun vliegende bed Bob.
Televisieserie - Pittige Pepernoten (1997, Telekids/RTL 4)Serie over de belevenissen van Wegwijspiet en Chefpiet, die uit vorm geraakte Pieten weer op conditie proberen te krijgen, wat overigens lukt. Dit met behulp van Fox Kids-presentator Berco de Vos, van het ochtendgymnastiekprogramma Wacky Wake-Up.
Televisieprogramma - SNN-TV: Sint Nieuws Netwerk (2001, Kindernet 5)Sinterklaas-parodie op nieuwszender CNN, waarin Club-personages Wegwijspiet, Stafpiet, Computerpiet, Schemapiet en Pietje van Alles voorkomen.
DTV-film - Sinterklaas & Pakjesboot 13 (2006, dvd)Film rond o.a. Sinterklaas, Chefpiet, Stafpiet en Computerpiet waarin de Sints splinternieuwe schip, Pakjesboot 13, zinkt. Gevolg is dat de Sint en zijn Club vast komen te zitten op een onbewoond eiland.
Televisieprogramma - Pieten Nieuws (2008, Jetix)Een wekelijks nieuwsbulletin voor alle Pieten in Spanje en Nederland, simultaan en aansluitend uitgezonden met De Club. Gepresenteerd door Nieuwspiet.
Televisieprogramma - Pieten Nieuws Live (2012, RTL 4)Een dagelijkse gesketchde talkshow uitgezonden als aanvulling op de bioscoopfilm De Club van Sinterklaas & Het Geheim van de Speelgoeddokter. Het programma is een persiflage op Koffietijd! en Het Sinterklaasjournaal. Gepresenteerd door Testpiet en Hoge Hoogte Piet. Pieten Nieuws uit 2008 is gelijknamig, maar heeft niets te maken met Pieten Nieuws Live.
Televisieprogramma - Dansschool (2013, RTL 8)Een dagelijks programma uitgezonden als aanvulling op de bioscoopfilm De Club van Sinterklaas & De Pietenschool. Gepresenteerd door Danspiet wordt de kijker dansmanoeuvres aangeleerd onder begeleiding van Sinterklaasliedjes.
Televisieprogramma - Post Voor Sint (2013-2014, RTL 8)Een dagelijks programma uitgezonden als aanvulling op de bioscoopfilm De Club van Sinterklaas & De Pietenschool. Coole Piet leest brieven van kijkers voor en door Sinterklaas worden kijkersvragen beantwoord. RTL Telekids-gezicht Keet! gaat bij kijkers thuis langs om verlanglijstjes door te nemen.
Internetprogramma - De Club van Sinterklaas LIVE (2016-2017, Facebook/YouTube)Sinterklaas en de Club Pieten gaan met hun tijd mee en zonden live uit om het laatste nieuws te vertellen maar ook om vragen te beantwoorden die kijkers live via Facebook konden stellen.
Internetprogramma - Pietentube (2019-heden, YouTube)PietenTube was in 2019 het dagelijkse journaal van De Club van Sinterklaas, en werd gepresenteerd door Ronald Vledder en Belle Zimmerman. Hierin beleven de Pieten avonturen en doen ze challenges. In de jaren erna zijn er geen presentatoren meer en gaan de afleveringen voornamelijk over het testen van speelgoed.